# Portada/article juny 29

## Palos de la Frontera
La ciutat de Palos de la Frontera és un municipi situat a la província de Huelva. L'any 2007 tenia 8.529 habitants. Té una densitat de 170,58 hab/km². Si bé hi ha vestigis de poblament a la zona des del Paleolític superior, Palos de la Frontera neix, documentalment parlant, a començaments del segle xiv, quan Alfons XI de Castella la dona a Alonso Carro.
La història d'aquesta ciutat està íntimament lligada a les tasques marítimes i als descobriments geogràfics. És per això que Palos de la Frontera és coneguda com el bressol del Descobriment d'Amèrica (com afirma al seu escut), ja que en aquesta ciutat es va gestar i es va preparar el primer viatge de Cristòfor Colom cap a, com ell creia, les Índies. Van salpar del port d'aquesta ciutat el 3 d'agost de 1492, i el 12 d'octubre del mateix any van arribar a certes illes de l'actual continent americà que, en aquell temps, eren desconegudes pels europeus. Per això, Palos forma part de la ruta anomenada Lugares Colombinos.